# Mosjøen
Mosjøen   Escoltar-ho (?·pàg.) (sami meridional: Mussere) és una ciutat de Noruega, centre administratiu del municipi de Vefsn. Situada a la vall inferior del Vefsna, prop del fiord de Vefsn, forma part del comtat de Nordland i de la regió de Helgeland. Amb 9.665 habitants (2013), és una de les principals ciutats de Nordland.
L'escut d'armes de Mosjøen fou concedit pel rei Olaf V, el 25 de març del 1960. Fou dissenyat per l'escultor Arthur Gustavsson. Al blasó hi ha Sabre, un gall Argent. El gall representa vigilància i esperit de lluita.
Situada a cent quilòmetres al sud del cercle polar àrtic, Mosjøen fou fundada al segle xvii, quan els pagesos i ramaders de la regió començaren a reunir-se allí pel comerç. És la ciutat més antiga de la regió de Helgeland, i la segona més antiga del comtat de Nordland. Una companyia britànica ho instal·là allí una serradora el 1866.
La ciutat compta ara amb una de les plantes d'alumini europees líders (Alcoa). També és un actiu centre comercial i una destinació turística, que inclou un museu i el famós carrer Sjøgata, que amb les seves cent cases de fusta (de finals del segle XIX) és un dels més llargs d'aquest tipus del món.
Mosjøen té un aeroport (Kjaerstad, inaugurat el 1987), una estació de ferrocarril (línia de Nordland) i està travessada per la ruta europea E06. Es troba a 390 km al nord de Trondheim i 90 km al sud de Mo i Rana.

## Clima
La ciutat de Mosjøen té un clima subàrtic humit i suau (Köppen: Dfc), mesclat amb un clima oceànic subpolar (Köppen: Cfc). La ciutat compta amb estius relativament càlids i hiverns suaus en comparació amb altres llocs en latituds similars, en gran part a causa de la seva proximitat al mar. Mosjøen també rep una gran quantitat de precipitació, sobretot entre el final de l'estiu i el començament de l'hivern. El seu clima és similar al de Juneau, Alaska, amb l'única diferència de temperatures lleugerament més fredes a l'hivern i principis de primavera.

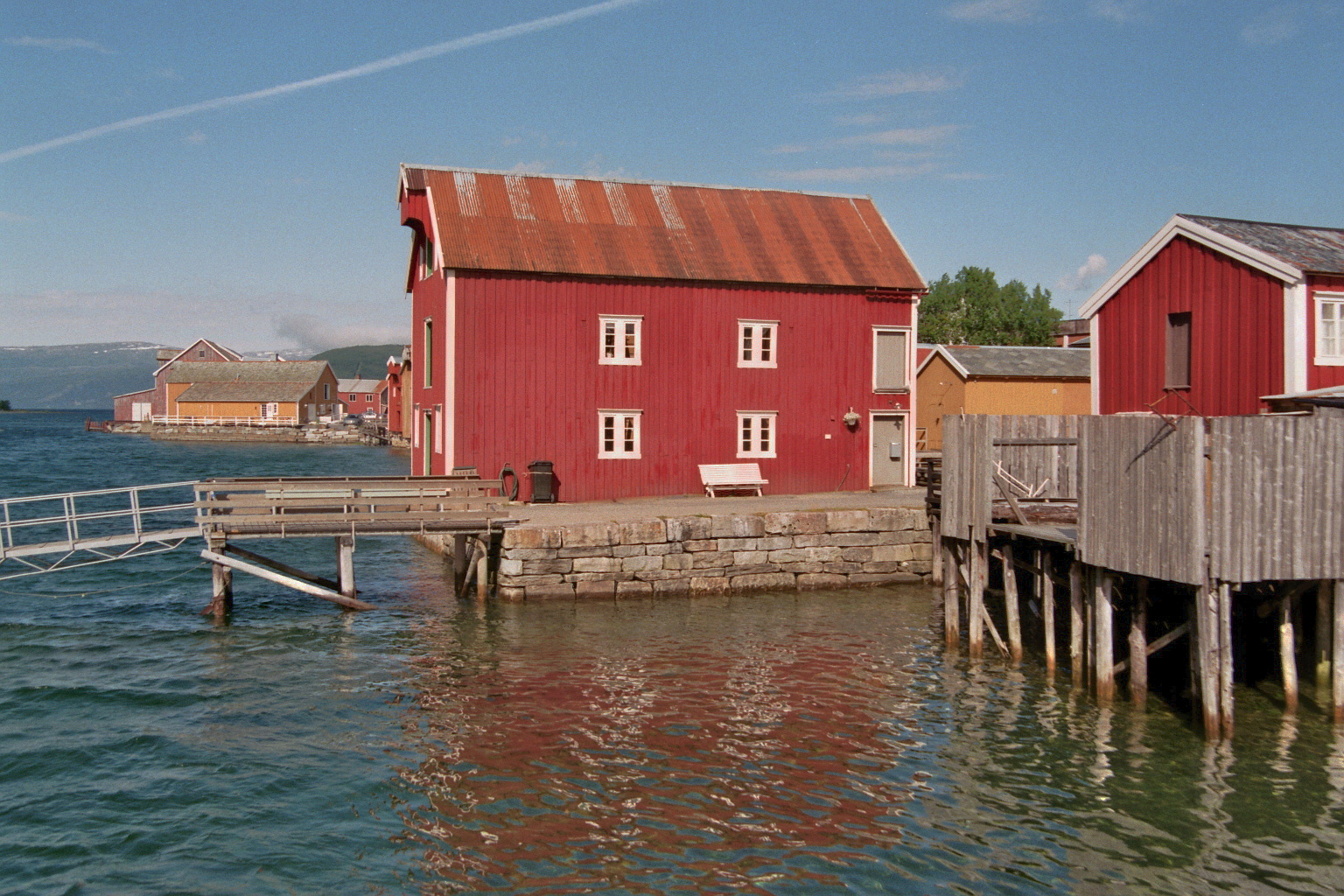
Casa del segle xix al carrer de Sjøgata.
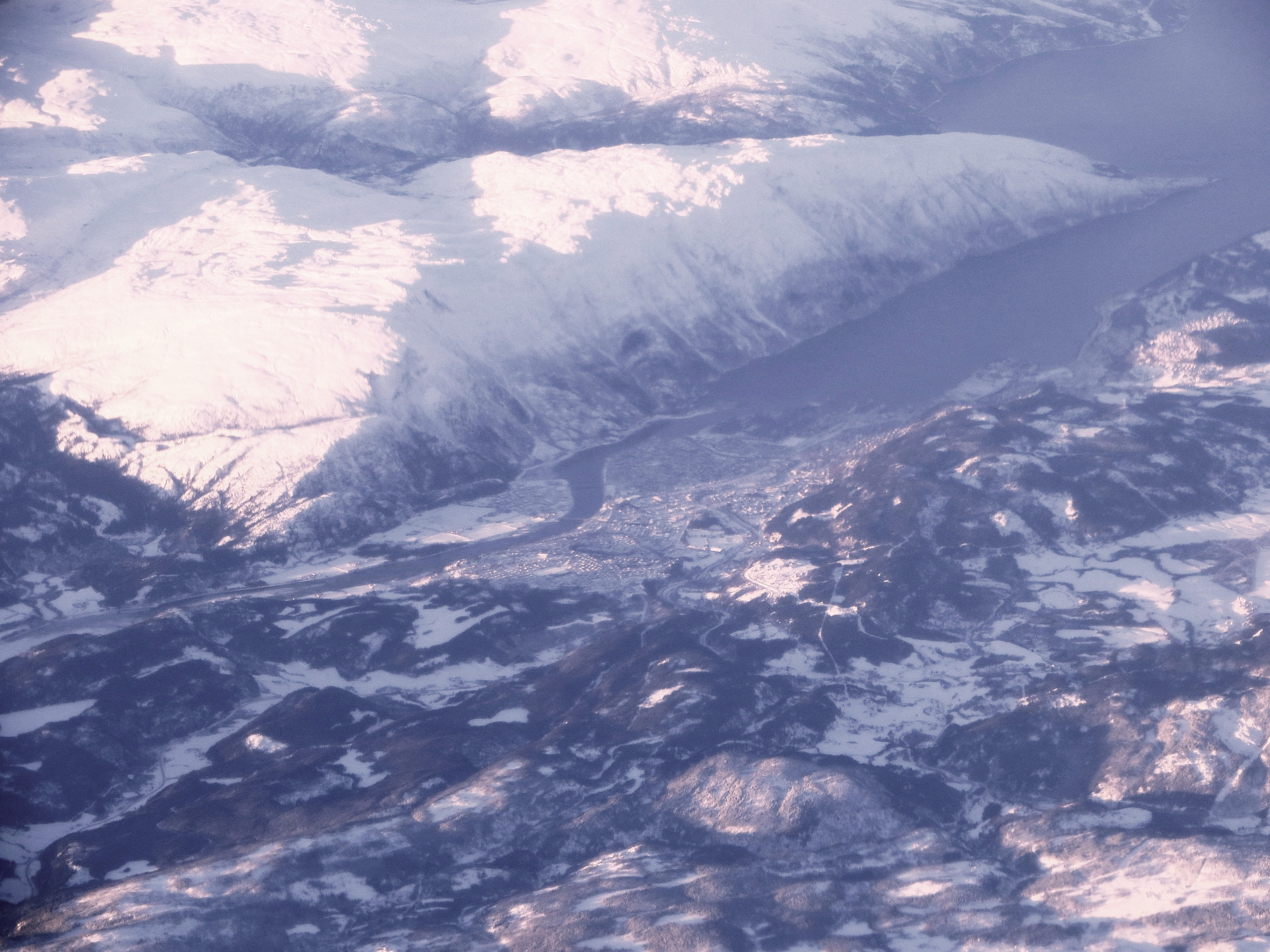
Situació topogràfica.
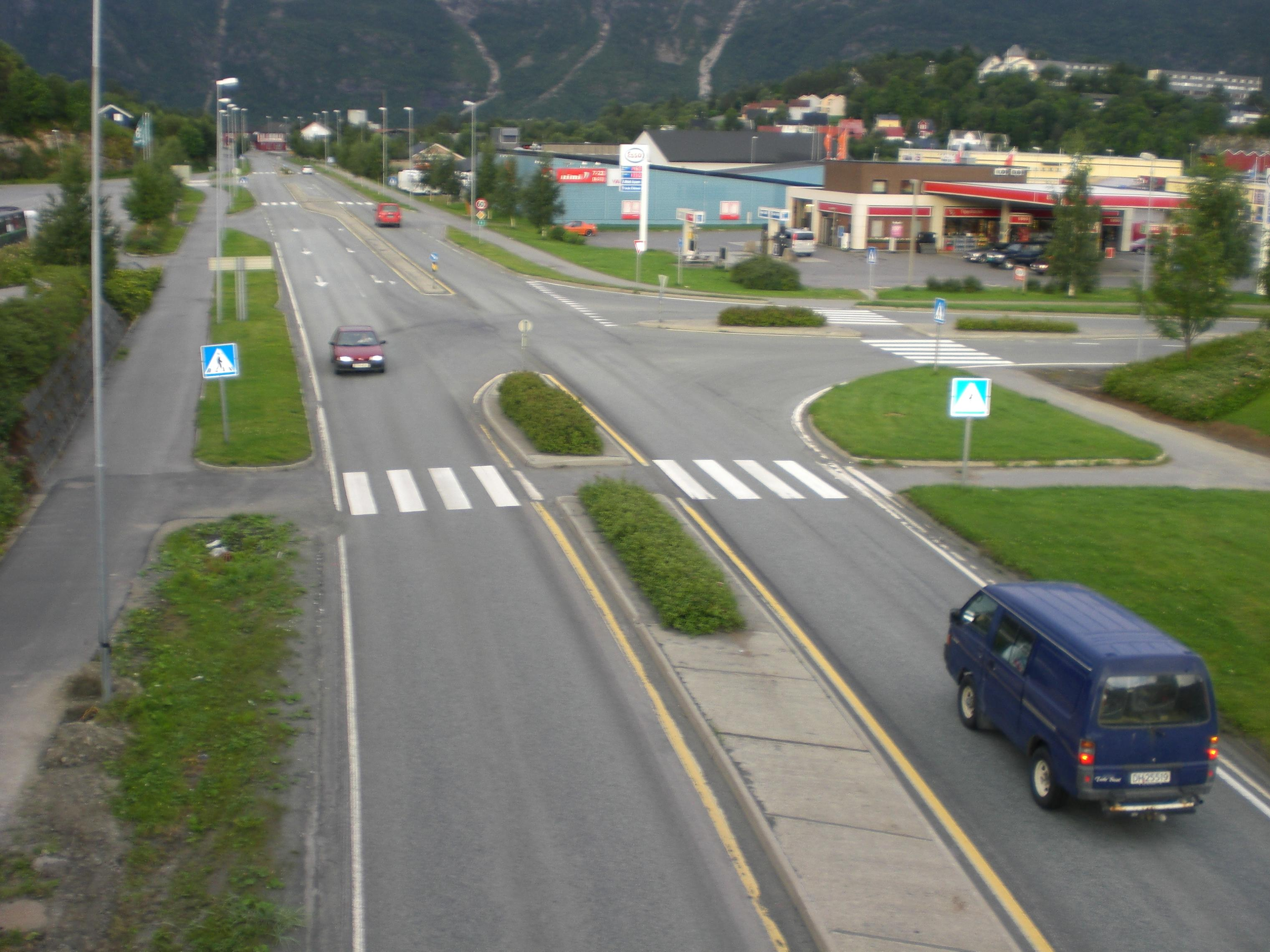
Ruta europea E06 al seu pas per la ciutat.
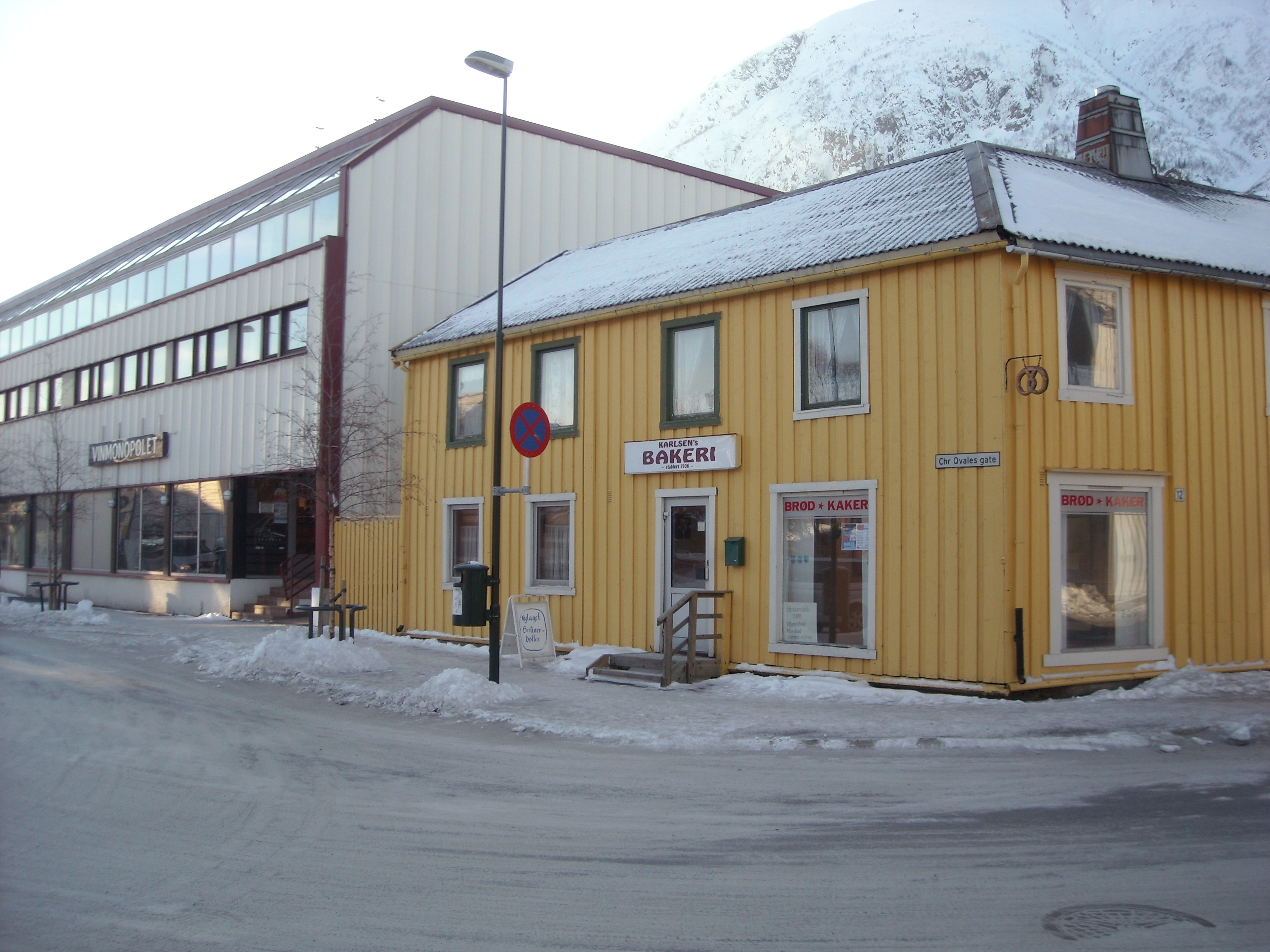
Forn de la ciutat.
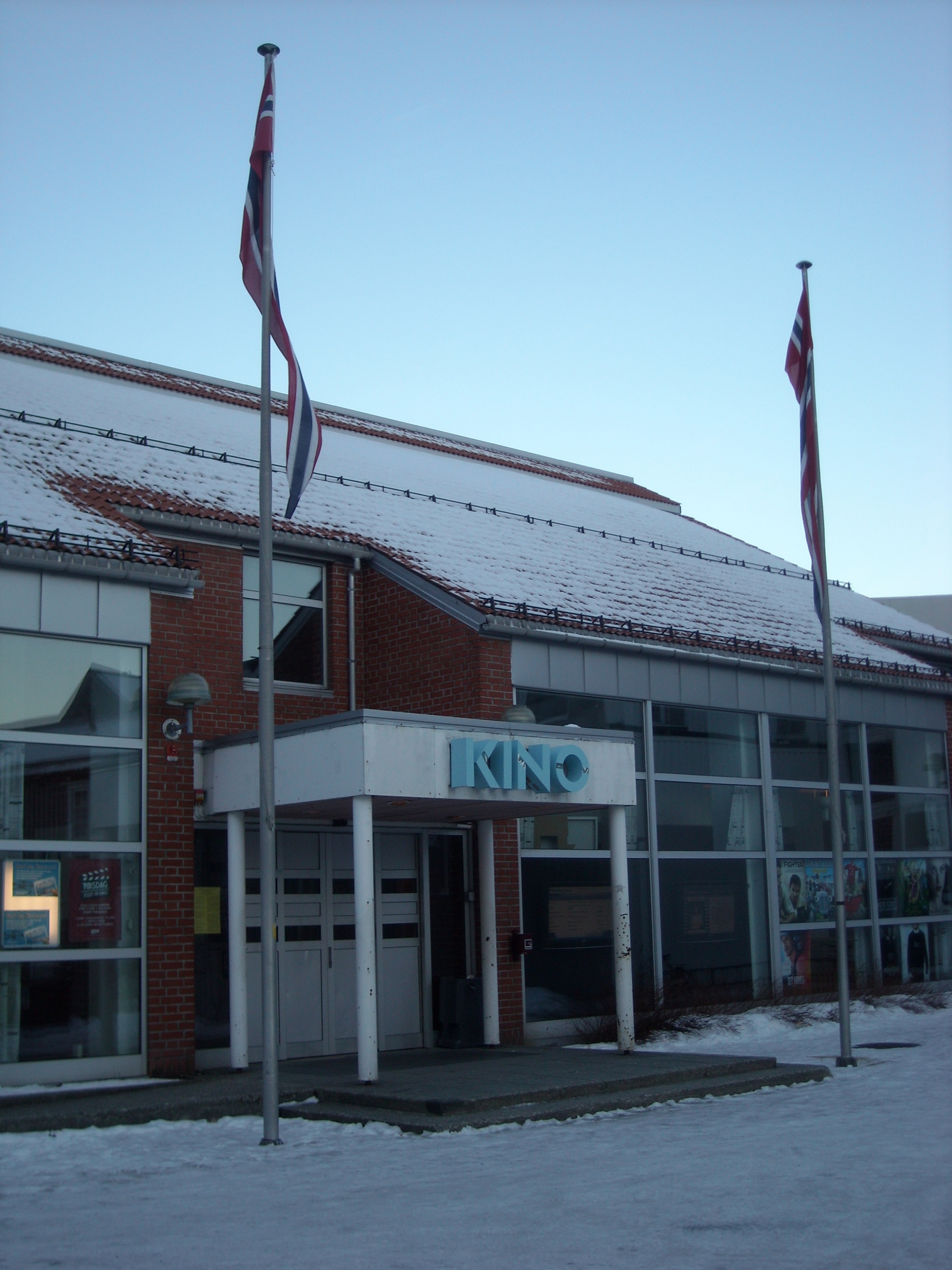
Cinema.

| Dades climàtiques a Mosjøen        | Dades climàtiques a Mosjøen | Dades climàtiques a Mosjøen | Dades climàtiques a Mosjøen | Dades climàtiques a Mosjøen | Dades climàtiques a Mosjøen | Dades climàtiques a Mosjøen | Dades climàtiques a Mosjøen | Dades climàtiques a Mosjøen | Dades climàtiques a Mosjøen | Dades climàtiques a Mosjøen | Dades climàtiques a Mosjøen | Dades climàtiques a Mosjøen | Dades climàtiques a Mosjøen |
| Mes                                | gen                         | febr                        | març                        | abr                         | maig                        | juny                        | jul                         | ag                          | set                         | oct                         | nov                         | des                         | anual                       |
| ---------------------------------- | --------------------------- | --------------------------- | --------------------------- | --------------------------- | --------------------------- | --------------------------- | --------------------------- | --------------------------- | --------------------------- | --------------------------- | --------------------------- | --------------------------- | --------------------------- |
| Màxima mitjana °C (°F)             | −5 (23)                     | −4 (25)                     | 0 (32)                      | 5 (41)                      | 10 (50)                     | 13 (55)                     | 18 (64)                     | 17 (63)                     | 12 (54)                     | 7 (45)                      | −3 (27)                     | −6 (21)                     | 5.3 (41.5)                  |
| Mitjana diària °C (°F)             | −5.7 (21.7)                 | −4.5 (23.9)                 | −1.6 (29.1)                 | 2.4 (36.3)                  | 7.6 (45.7)                  | 11.6 (52.9)                 | 13.4 (56.1)                 | 12.8 (55)                   | 8.6 (47.5)                  | 4.6 (40.3)                  | −1.4 (29.5)                 | −4.2 (24.4)                 | 3.63 (38.53)                |
| Mínima mitjana °C (°F)             | −9 (16)                     | −10 (14)                    | −8 (18)                     | 0 (32)                      | 4 (39)                      | 7 (45)                      | 12 (54)                     | 10 (50)                     | 5 (41)                      | 2 (36)                      | −7 (19)                     | −10 (14)                    | −0.3 (31.5)                 |
| Precipitació mitjana mm (polzades) | 186 (7.32)                  | 135 (5.31)                  | 150 (5.91)                  | 99 (3.9)                    | 79 (3.11)                   | 80 (3.15)                   | 100 (3.94)                  | 116 (4.57)                  | 191 (7.52)                  | 230 (9.06)                  | 181 (7.13)                  | 198 (7.8)                   | 1.745 (0.0687)              |
| Font:                              |                             |                             |                             |                             |                             |                             |                             |                             |                             |                             |                             |                             |                             |

## Ciutats agermanades
Mosjøen està agermanada amb les següents ciutats: 
- Lycksele, Västerbotten, Suècia
- Gornji Milanovac, Sèrbia
- Volkhov, Leningrad, Rússia